# Автобусный транспорт Турку

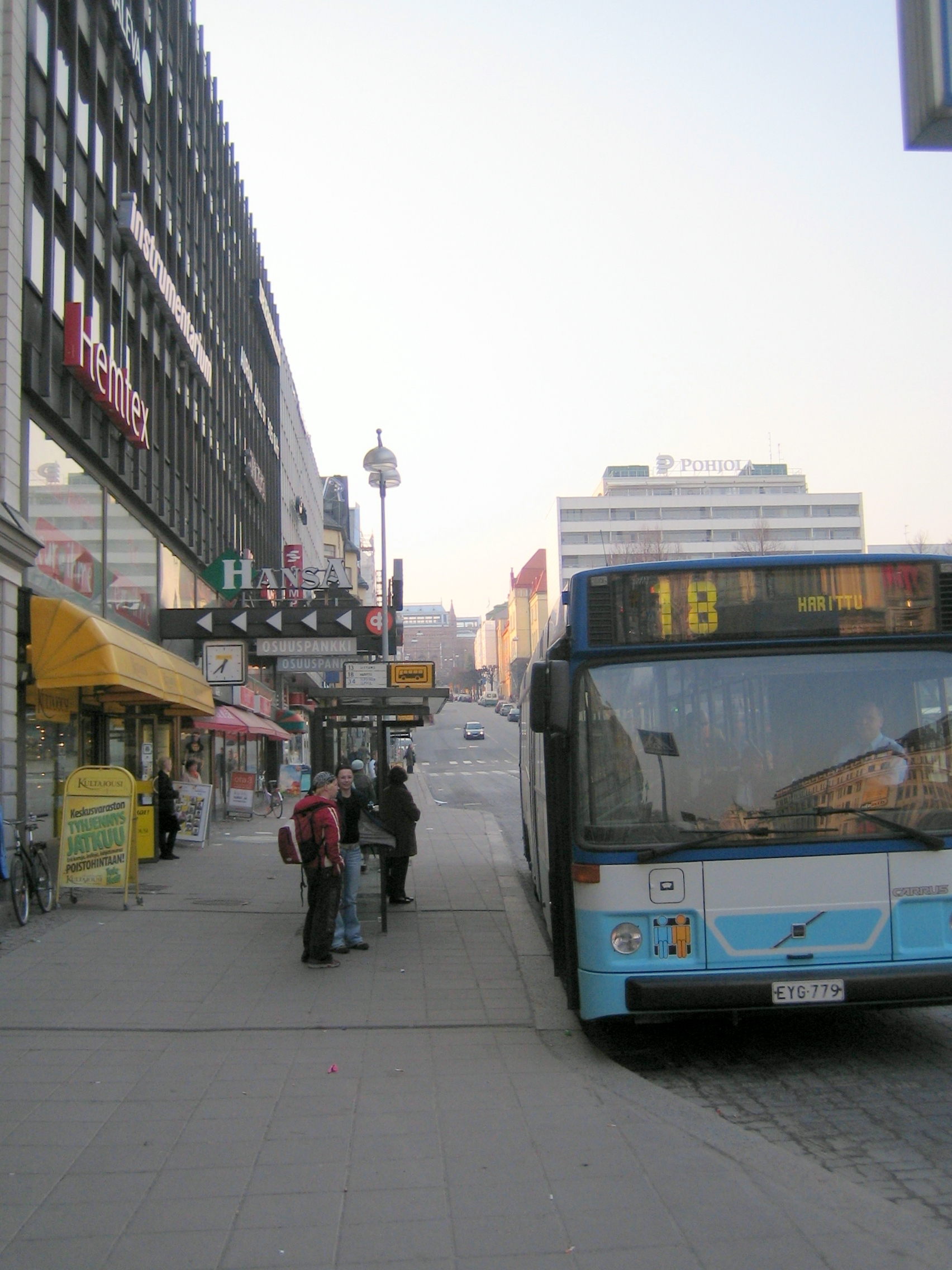
Городской автобус на торговой площади перед ТЦ Hansa

Автобусный транспорт Турку — основной вид городского общественного транспорта в Турку, использующий для передвижения пассажиров автобусы.
Автобусная сеть развитая, расписание движения соблюдается. Главная транспортная развязка в городе — Торговая площадь (фин. kauppatori), куда приходят практически все автобусы.
Организацией и управлением городским транспортом занимается Бюро общественного транспорта Турку (фин. Turun joukkoliikennetoimisto), офис которого расположен на Торговой площади.

## Особенности проезда
Для остановки требуемого рейсового автобуса при движении его на трассе, пассажир дает водителю указующий знак рукой (поднимает руку).
Пассажиры заходят в транспорт в передние двери, где у водителя осуществляется оплата проезда (проездные или действующие билеты также предъявляются для контроля водителю при входе).
С грудным ребёнком в коляске проезд в городском транспорте для одного взрослого бесплатный (коляска завозится через средние двери). Коляска с грудным ребёнком в автобусе должна быть поставлена на ступор и зафиксирована специальным ремнем безопасности.
Пассажиры в инвалидных колясках пользуются специальным откидным трапом, приводимым в движение водителем автобуса.
Внутри автобуса пассажир заблаговременно нажимает красную кнопку «stop» для осуществления остановки транспорта (кнопки расположены над сидениями или поручнях).
Пассажиры сидят во время передвижения в транспорте. Передние места (за водителем) обычно оставляются для пожилых лиц и людей с ограниченными физическими возможностями.

## Стоимость проезда
Билет (фин. kertalippu) стоит 3 евро, он действует в течение 2 часов и позволяет совершать поездки на разных автобусных маршрутах. Стоимость суточного проездного билета на 24 часа (фин. matkailulippu) — 6 евро. Можно получить суточный билет на мобильный телефон, отправив платное SMS сообщение. По состоянию на октябрь 2011 года стоимость мобильного билета — 5 евро, для его получения нужно отправить SMS с текстом LIPPU24 на номер 16246.
Существует система скидок.

## Городские маршруты

### Основные линии
1:  Район Порт (Порт Турку) — Торговая площадь — Район Аэропорт (Аэропорт)
2: Кохмо — Торговая площадь — Länsinummi
2A: Кохмо — Торговая площадь — Liljalaakso
3: Majakkaranta — Itäinen Rantakatu — Торговая площадь — Itäinen Pitkäkatu — Majakkaranta
4: Amiraalistonkatu — Торговая площадь — Халинен
6: Suikkila — Торговая площадь — Ваала
8: Торговая площадь — Руиссало
9: Катарийна — Торговая площадь — Ваала
11: Pläkkikaupunki — Торговая площадь — Piispanristi
12: Härkämäki — Торговая площадь — Вариссуо
13: Уиттамо — Торговая площадь — Takakirves/Impivaaran uimahalli
14: Сарамяки — Торговая площадь — Erikvalla
15: Сарамяки — Торговая площадь — Какскерта (Harjattula)
18: Руносмяки — Торговая площадь — Харитту
20: Muhkuri — Торговая площадь — Ylioppilaskylä
21: Торговая площадь — Lentoasemantie — Мойсио — Пааттинен — Tortinmäki
22: Торговая площадь — Яакярля (- Rauhakylä)
23: Торговая площадь — moottoritie — Мойсио — Пааттинен — Tortinmäki
30: Majakkaranta — Itäinen Pitkäkatu — Торговая площадь — Itäinen Rantakatu — Majakkaranta
32: Пансио — Торговая площадь — Вариссуо
40: Huolintakatu — Торговая площадь — Халинен
42: Перно — Торговая площадь — Вариссуо
50: Ylioppilaskylä — Торговая площадь — Мойкойнен — Кукола — Ориниеми, paluu Häppilän kautta
51: Ylioppilaskylä — Торговая площадь — Мойкойнен — Häppilä — Ориниеми, paluu Kukolan kautta
53: Ylioppilaskylä — Торговая площадь — Маанпяа
54: Ylioppilaskylä — Торговая площадь — Papinsaari
55: Орикето — Торговая площадь — Кукола — Хаарла — Торговая площадь — Орикето
56: Орикето — Торговая площадь — Хаарла — Кукола — Торговая площадь — Орикето
61: Vienola — Торговая площадь — Илпойнен
88: Руносмяки — Länsikeskus — Länsinummi — Hepokulta — Länsikeskus — Руносмяки
99: Уиттамо/Илпойнен — Skanssi — Лаусте — Халинен — Länsikeskus — Перно/Пансио
190—195: Kuninkoja — Торговая площадь
211: Торговая площадь — Lentoasemantie — Мойсио — Пааттинен (Paavolan koulu)
212: Торговая площадь — Lentoasemantie — Мойсио — Юли-Маариа
221: Торговая площадь — Яакярля — Auvaismäki
222: Торговая площадь — moottoritie — Яакярля (- Rauhakylä)
231: Торговая площадь — moottoritie — Мойсио — Пааттинен (Paavolan koulu)
232: Юли-Маариа — Мойсио — moottoritie — Торговая площадь

### Ночные маршруты
28: Кохмо — Торговая площадь — Länsinummi
31: Вариссуо — Торговая площадь — Перно
33: Ваала — Торговая площадь — Vienola
34: Илпойнен — Уиттамо — Торговая площадь — Руносмяки
36: Хаарла — Торговая площадь — Халинен
224: Торговая площадь — Яакярля — Мойсио — Пааттинен — Tortinmäki

### Линии для работающих
58: Хаарла (Halvarinkatu) — Мойкойнен — Kupittaa (Vaapukkatie)
80: (Яакярля -) Руносмяки — Härkämäki — Пансио — Pernon telakka
90: Вариссуо — Лаусте — Уиттамо — Pernon telakka
91: Вариссуо — Лаусте — Уиттамо — Пансио — Pernon telakka
320: Руносмяки — Торговая площадь — Вариссуо
321: Пансио — Торговая площадь — Вариссуо
428: Вариссуо — Itäinen Pitkäkatu — Pernon telakka
429: Вариссуо — Торговая площадь — Pernon telakka

### Маршруты для учащихся
52: Papinsaari — Мойкойнен — Торговая площадь — Maariankatu
66: Торговая площадь — Kupittaan koulu — Лаусте — Ваала
67: Катарийна — Харитту — Ilpoisten koulu
72: Haarlan koulu — Какскерта (Harjattula)
73: Saramäki — Haaga — Paavinkatu — koulut: Kärsämäki, Pallivaha, Runosmäki ja Turun Lyseo
74: Peronkatu — Vanha Littoistentie — Jaanintie — Hannunniittu — Nummenpakan koulu
83: Перно — Vienola — Rieskalähteen koulu
213: Пааттинен — Turun Lyseo — Rieskalähteen koulu
223: Яакярля — Turun Lyseo — Rieskalähteen koulu

### Маршруты обслуживания
P1: Kasarmikatu — Lehmusvalkama
P2: Huhkola — Kauppatori
P3: Ilpoinen — Mälikkälä

### Специальные маршруты
100: Торговая площадь — Messukeskus/Turkuhalli (liikennöidään tapahtumien aikana)

### Маршруты по контракту с другими муниципалитетами
Маршрут 11, 115, 118 ja 119: Pläkkikaupunki — Торговая площадь
Linjat 11, 111 ja 116: Торговая площадь — Uudenmaantie — Piispanristi
Маршрут 110: Pläkkikaupunki — Торговая площадь — Kupittaa — Вариссуо(Itäkeskus)
Маршрут 190—195: Торговая площадь — Kuninkoja
Маршрут 192: Торговая площадь— TYKS — Biolinja — Harittu
Маршрут 201: Muhkuri — Kauppatori
Маршрут 280—285: Торговая площадь — Hämeentie
Маршрут 420 ja 421: Торговая площадь — Perno
Маршрут 422: Runosmäki (Kiikku) — Торговая площадь — Muhkuri